# Patrizia Loreti
Patrizia Loreti (Roma, 24 dicembre 1954) è un'attrice e cabarettista italiana.

## Biografia
Cresciuta tra Roma, Bologna, Tossignano e New York, si è diplomata al Laboratorio di esercitazioni sceniche diretto da Gigi Proietti.  Attrice di formazione teatrale, è anche cantante di musica leggera e musical. Ha fatto parte del gruppo comico La Zavorra, attivo nel teatro cabaret e in televisione nei primi anni ottanta. Ha curato in coppia con Pietro De Silva la regia dello spettacolo Nuovi Tragici, di cui è autore lo stesso De Silva.
Ha debuttato nel cinema nel 1984 in Così parlò Bellavista.

## Filmografia

### Cinema
- Così parlò Bellavista, regia di Luciano De Crescenzo (1984)
- Sotto... sotto... strapazzato da anomala passione, regia di Lina Wertmüller (1984)
- A me mi piace, regia di Enrico Montesano (1985)
- Casa mia casa mia..., regia di Neri Parenti (1988)
- 32 dicembre, regia di Luciano De Crescenzo (1988)
- Quando eravamo repressi, regia di Pino Quartullo (1992)
- Le donne non vogliono più, regia di Pino Quartullo (1993)
- Croce e delizia, regia di Luciano De Crescenzo (1995)
- Classe mista 3ª A, regia di Federico Moccia (1996)
- Paparazzi, regia di Neri Parenti (1998)
- Il pesce innamorato, regia di Leonardo Pieraccioni (1999)
- Tifosi, regia di Neri Parenti (1999)
- Si fa presto a dire amore, regia di Enrico Brignano (2000)
- A.A.A.Achille, regia di Giovanni Albanese (2003)
- La finestra di fronte, regia di Ferzan Özpetek (2003)
- Le barzellette, regia di Carlo Vanzina (2004)
- Cuore sacro, regia di Ferzan Özpetek (2005)
- Il giorno + bello, regia di Massimo Cappelli (2006)
- Cronaca di un rapimento, regia di Guido Tortorella - cortometraggio (2008)
- Un giorno perfetto, regia di Ferzan Özpetek (2008)
- L'amore non esiste, regia di Massimiliano Camaiti - cortometraggio (2009)
- Te la ricordi Francesca Lupo?, regia di Giacomo Rebuzzi - cortometraggio (2010)
- Loro chi?, regia di Francesco Miccichè e Fabio Bonifacci (2015)
- Il premio , regia di Alessandro Gassmann (2017)
- Come un gatto in tangenziale, regia di Riccardo Milani (2017)
- Anche senza di te, regia di Francesco Bonelli (2018)
- Vivere, regia di Francesca Archibugi (2019)
- Bocche inutili, regia di Claudio Uberti (2022)

### Televisione
- Sarti Antonio brigadiere, regia di Pino Passalacqua – miniserie TV (1978)
- Amico mio – serie TV, 3 episodi (1978)
- I.A.S. - Investigatore allo sbaraglio, regia di Giorgio Molteni – film TV (1999)
- Mio figlio ha 70 anni, regia di Giorgio Capitani – miniserie TV (1999)
- L'amore oltre la vita, regia di Mario Caiano – film TV (1999)
- Vite a perdere, regia di Paolo Bianchini – miniserie TV (2004)
- Don Matteo – serie TV, episodio 4x18 (2004)
- La omicidi – serie TV (2004)
- Nati ieri – serie TV (2006-2007)
- Tutti pazzi per amore – serie TV, 8 episodi (2008-2010)
- Un cane per due, regia di Giulio Base – film TV (2010)
- Rossella, regia di Gianni Lepre – serie TV, 2 episodi (2011)
- Dove la trovi una come me?, regia di Giorgio Capitani – miniserie TV (2011)
- Le fate ignoranti, regia di Ferzan Ozpetek – serie TV (2022)